# Madawaska (Maine)
Madawaska é uma cidade  localizada no estado americano de Maine, no Condado de Aroostook.

## Demografia
Segundo o censo americano de 2000, a sua população era de 4534 habitantes.

## Localidades na vizinhança
O diagrama seguinte representa as localidades num raio de 64 km ao redor de Madawaska.